# Parc national de Ream
Le parc national de Ream (Khmer : ឧទ្យានជាតិព្រះសីហនុរាម) est un parc national qui se trouve à 18 km au sud de Sihanoukville au Cambodge. Créé en 1993, lorsque le gouvernement cambodgien a commencé à prendre des mesures pour protéger la plupart de ses zones menacées, il a une superficie de 210 km2, dont 150 km2 terrestres et 60 km2 d'habitat marin. Le parc national contient des plages, des forêts de mangrove, des jungles tropicales et plus de 150 espèces d'oiseaux. Il est bien connu pour sa population de singes. L'île inhabitée Koh Sess se trouve à l'extrémité sud du parc.
En février 2012 débutent les travaux de construction d'une route à la pointe sud-est du parc pour créer une « petite » station touristique. Tout cela semble être financée par des capitaux chinois. Ce projet est controversé puisque l'endroit est inscrit parmi les zones menacées à protéger. Les gardes du parc ont déclaré que de nombreux animaux avaient fui la région depuis 2011. La population locale, principalement des pêcheurs, ne bénéficie nullement des retombées économiques.
À l’intérieur du parc national se trouve Wat Ream, une pagode construite au début des années 2010. Le temple bouddhiste est entouré d’un grand parc arboré et décoré de sculptures façonnées dans la roche.